# Verkehrsstation Wien Simmering
Die Verkehrsstation Wien Simmering ist ein Verkehrsknotenpunkt im 11. Wiener Gemeindebezirk Simmering, der aus der U-Bahn-Station Simmering und der Haltestelle Wien Simmering der ÖBB besteht. Neben den Regional- und S-Bahn-Zügen hielten hier auch im Zeitraum von Dezember 2017 bis Dezember 2020 Fernreisezüge des Unternehmens Regiojet. Außerdem befindet sich hier der östliche Endpunkt der U3. Namensgeber ist der 11. Bezirk. Die Laaer Ostbahn überquert hier in Hochlage die Simmeringer Hauptstraße. Sie führt über den Prater und die Donau in den 22. Bezirk und weiter ins nordöstliche Weinviertel.

## Geschichte
Die ursprüngliche Haltestelle Simmeringer Hauptstraße existierte hier seit 1903. Im Zuge der Verlängerung der U-Bahn-Linie U3 bis nach Simmering wurde anstelle der bisherigen, östlich der Simmeringer Hauptstraße gelegenen Haltestelle die neue Haltestelle Simmering auf der anderen Straßenseite errichtet und mittels eines Verbindungsbauwerks mit der U-Bahn verbunden. Bei dieser Gelegenheit wurde auch der Simmeringer Platz neben dem Bahnhof neu gestaltet. Die ÖBB-Haltestelle wurde später im Zuge einer Namensreform in Haltestelle Wien Simmering umbenannt.
Die Anlagen der U3 erstrecken sich direkt unter der Simmeringer Hauptstraße und sind mit Rolltreppen, Aufzügen und festen Stiegen mit der Oberfläche verbunden. Sie wurden am 2. Dezember 2000 mit der Freigabe des fünften und bislang letzten Teilstücks eröffnet. Gleichzeitig wurde auch die neue Haltestelle der S-Bahn in Betrieb genommen.

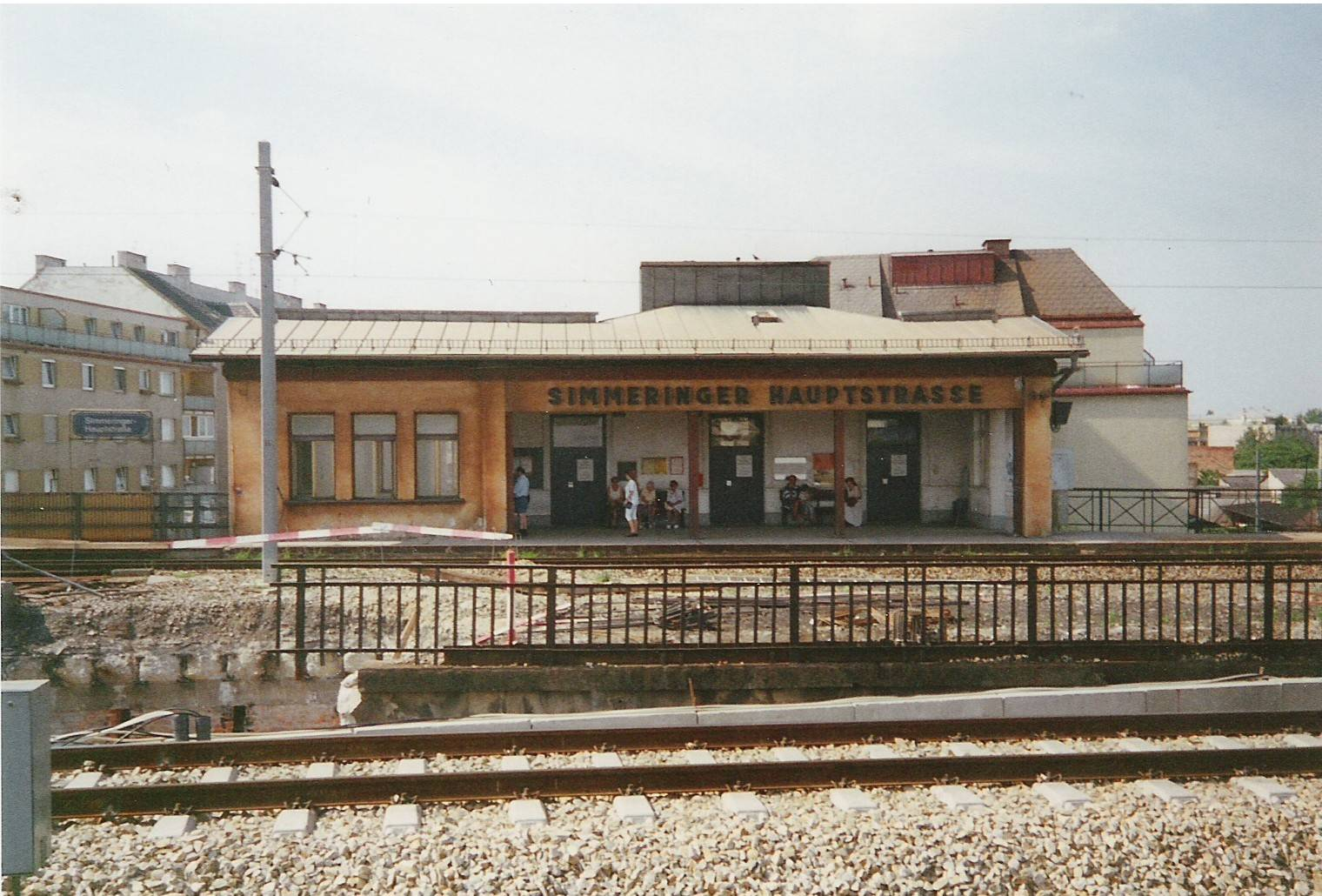
Haltestelle Simmeringer Hauptstraße in den 1990er Jahren
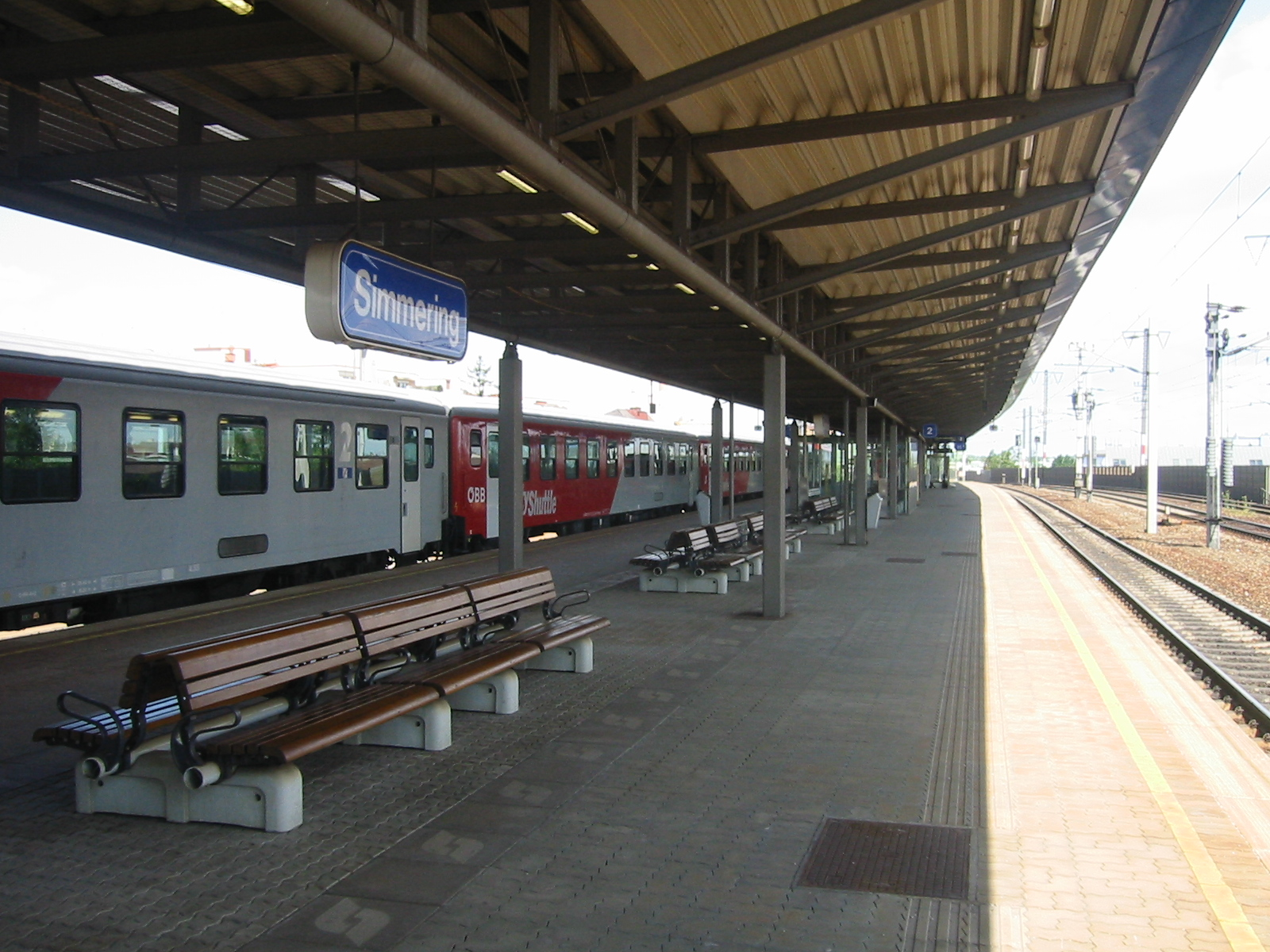
Bahnsteig der Haltestelle Simmering, 2008

## Netzanbindung
Neben Bahn- und U-Bahn-Haltestelle ist Wien Simmering auch ein Knoten- bzw. Endpunkt des städtischen und des Regionalverkehrs.
Die Regionalbuslinien, die vom Ende 2000 aufgelassenen Busbahnhof Wien Mitte ins südöstliche Niederösterreich und teilweise Nordburgenland führten, haben seit Verlängerung der U3 auf dem hier neu errichteten Busbahnhof ihre Endstelle.
Die Straßenbahnlinie 71 führte von hier ursprünglich nach Kaiserebersdorf bzw. zum Schwarzenbergplatz. Die Straßenbahnlinie 6 wurde bis zum Zentralfriedhof verlängert und hatte seit diesem Tag hier eine Haltestelle. Die Straßenbahnlinie 72, die von der Eröffnung des ersten U3-Teilstücks bis zur Verlängerung nach Simmering vom Zentralfriedhof zur U3-Station Schlachthausgasse fuhr, erlebte im Herbst 2013 eine kurzfristige Wiedergeburt als Verstärkerlinie von der Haltestelle Grillgasse nach Kaiserebersdorf. Nach verschiedenen Änderungen im Liniennetz fahren nun die Straßenbahnlinien 11 vom Otto-Probst-Platz und 71 von der U-Bahn-Station Schottenring kommend nach Kaiserebersdorf.
Außerdem kann hier zu den Stadtbuslinien 69A (ehemals zum Busbahnhof Südtiroler Platz, jetzt Hauptbahnhof), 72A und 73A (nach Kaiserebersdorf) umgestiegen werden. Auch die Linie 15A (nach Meidling) verkehrte nach der Verlängerung der U3 einige Zeit bis Simmering, wurde aber wegen der geringen Auslastung wieder zum Enkplatz gekürzt.

## Ausgestaltung
Beim Bau des östlichen Aufnahmegebäudes der Station Simmering im Jahr 2000 wurde am Vorplatz vor dem Ausgang Kaiser-Ebersdorfer Straße der Froschkönig-Brunnen von Gottfried Kumpf aufgestellt. Die Skulptur besteht aus einem 300 kg schweren Froschkönig aus bemaltem Bronzeguss, der auf einer wasserumspülten Halbkugel aus Nirosta sitzt. Die Höhe des Brunnens beträgt 2,3 m.
Der U-Bahn-Bau wird in Wien üblicherweise von archäologischen Forschungen begleitet. Vor allem beim Aushub für die unterirdische Wendeanlage östlich der Station Simmering wurden Funde erwartet, da im Bereich der Simmeringer Hauptstraße die römische Limesstraße vermutet wird, die Vindobona mit Carnuntum verband. Die römische Straße konnte jedoch nicht gefunden werden, wohl aber die mittelalterliche Simmeringer Hauptstraße. Im Aufnahmegebäude Kaiser-Ebersdorfer Straße / Strachegasse werden in einer Vitrinenwand die archäologischen Befunde dargestellt. Gezeigt werden einige der gefundenen Artefakte sowie ein Querschnitt der Straße; am Boden der Vitrine liegt der originale mittelalterliche Straßenschotter.

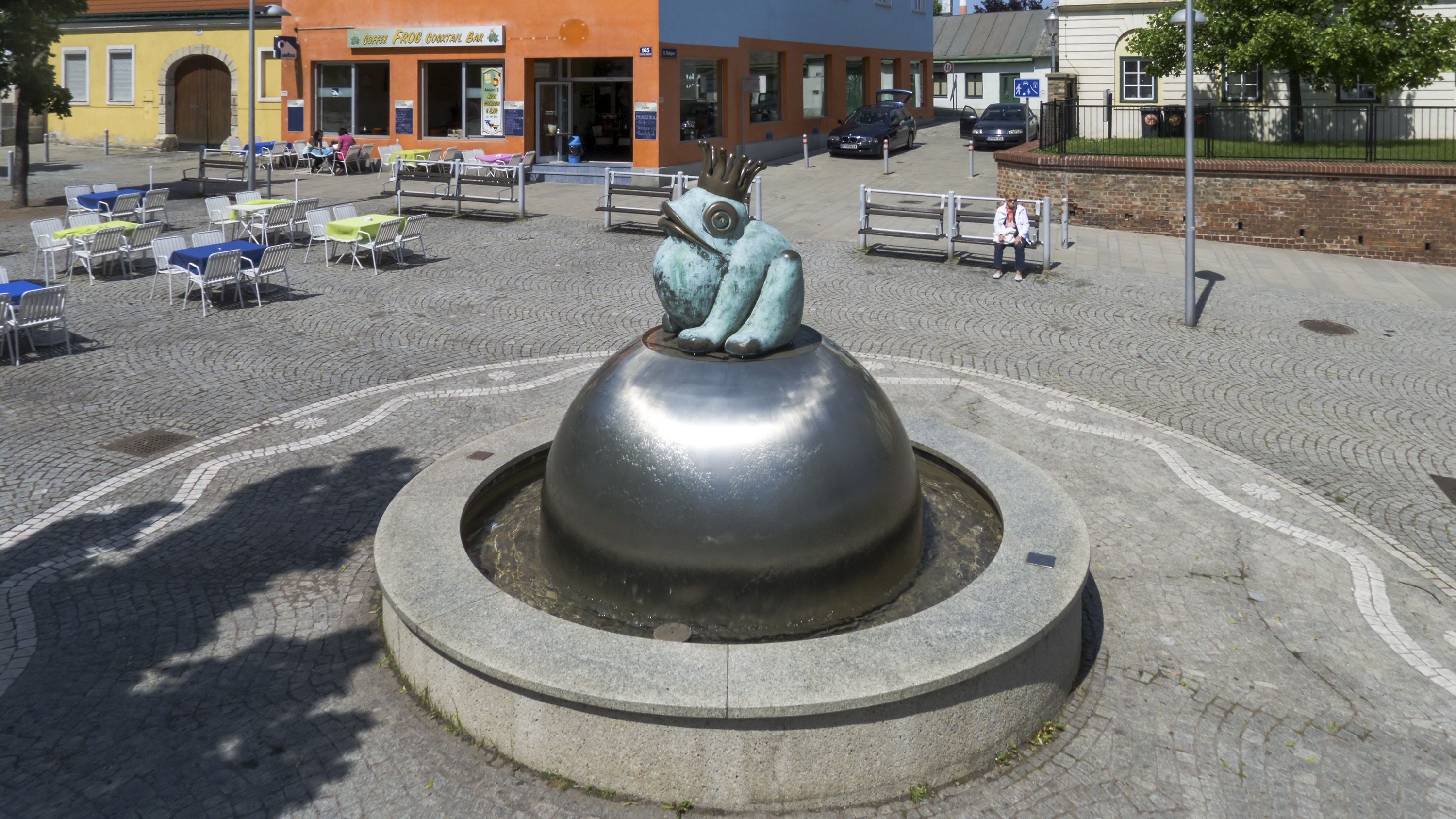
Froschkönig-Brunnen
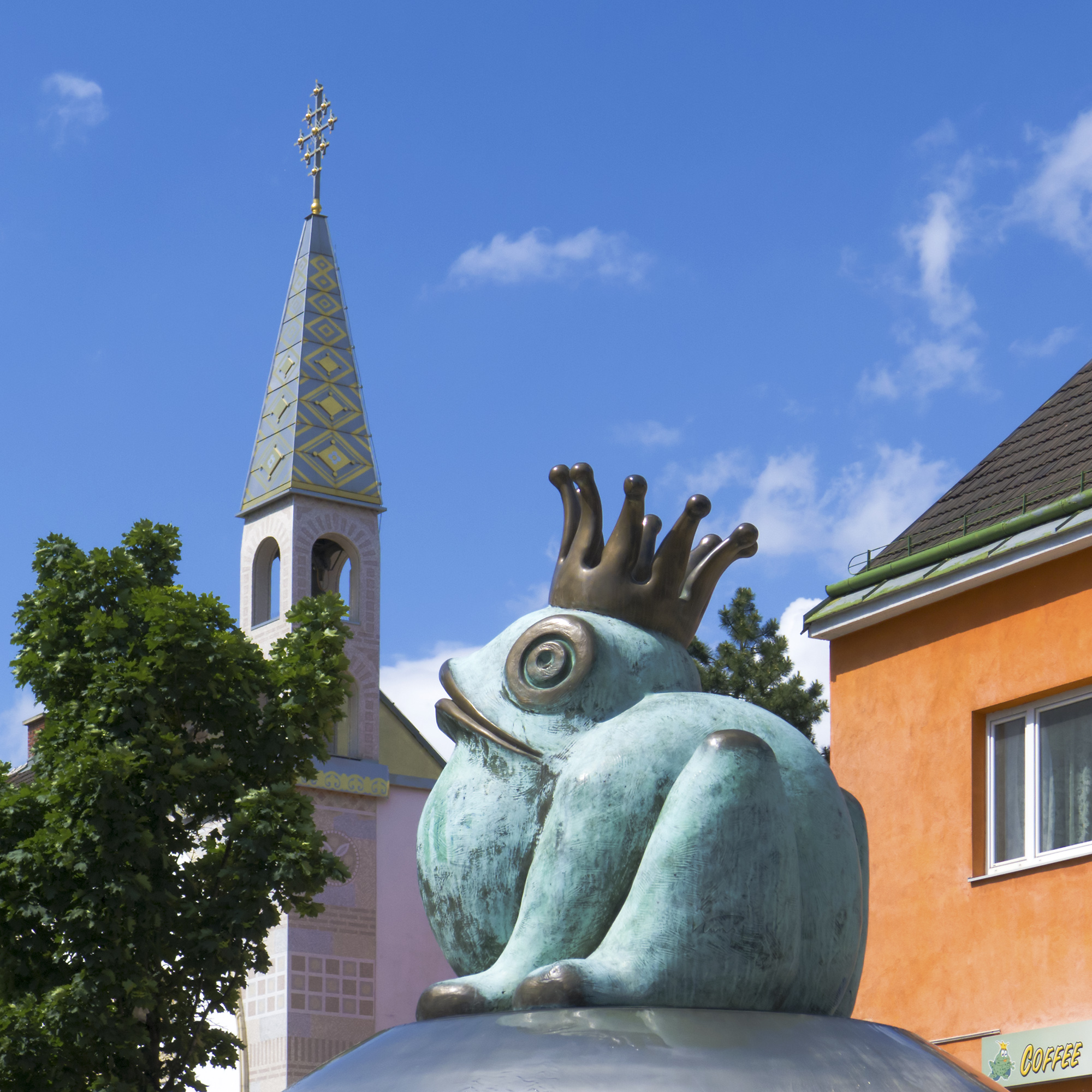
Detail: Froschkönig
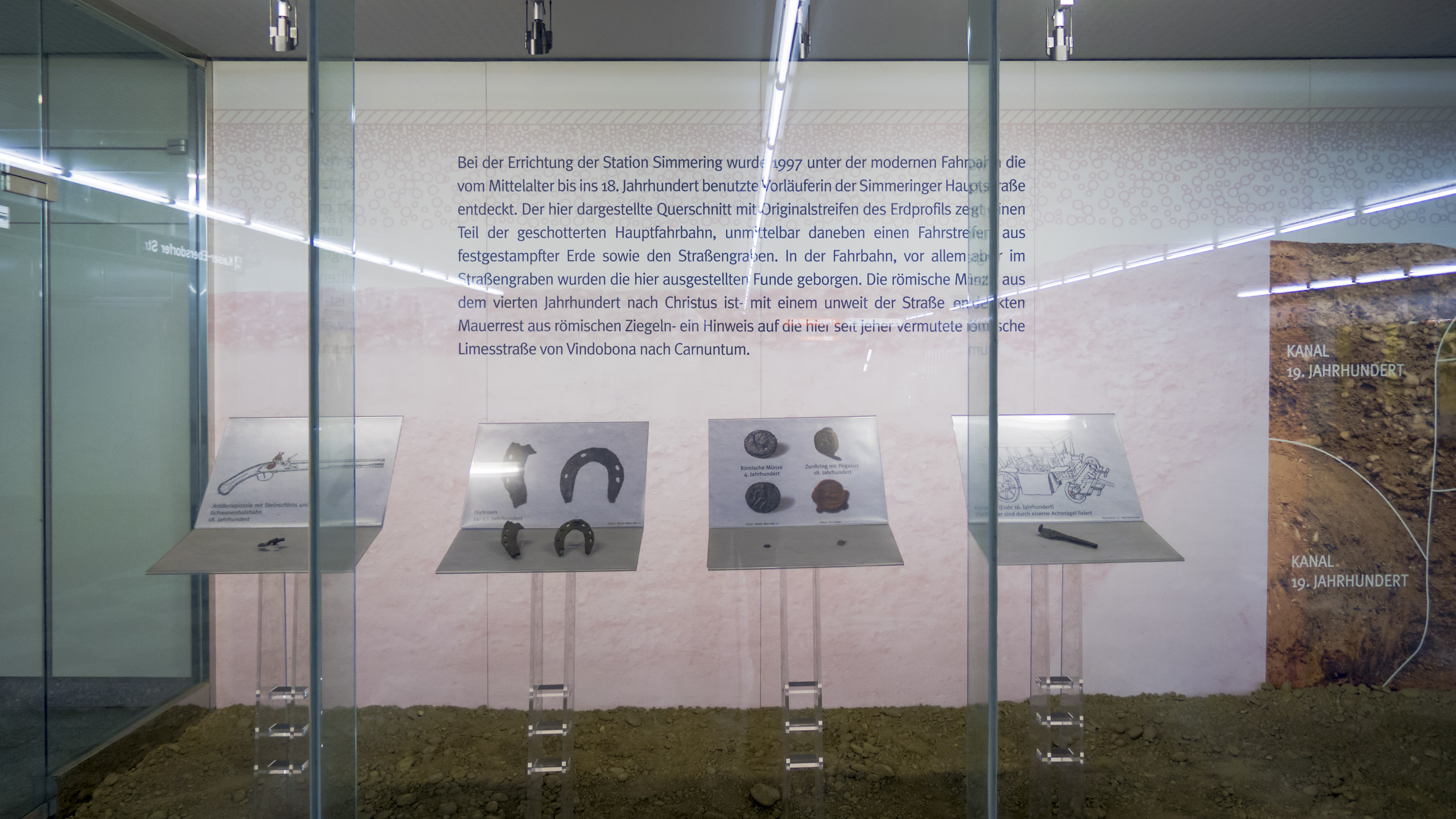
Vitrinenwand
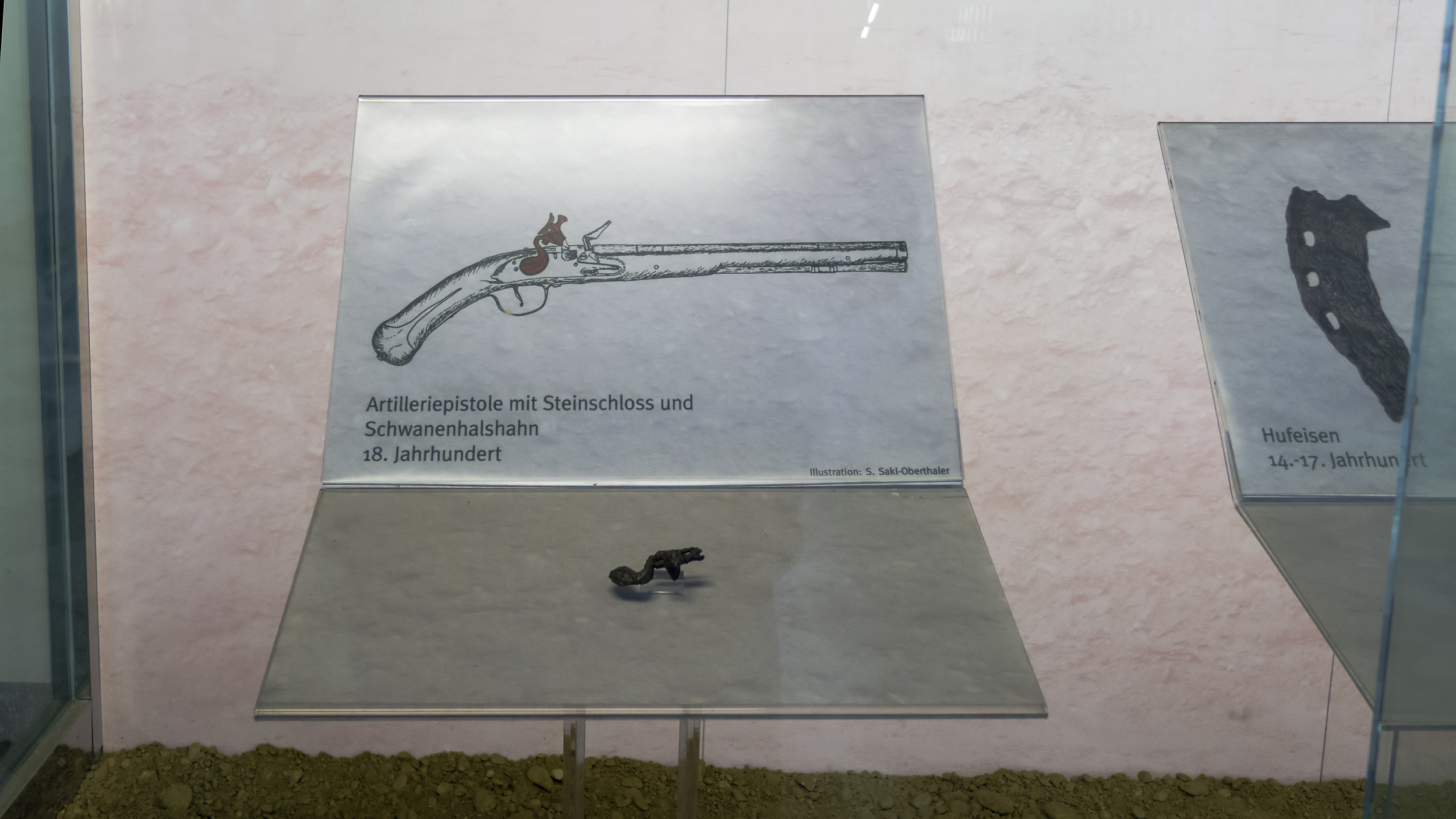
Vitrinenwand, Detail
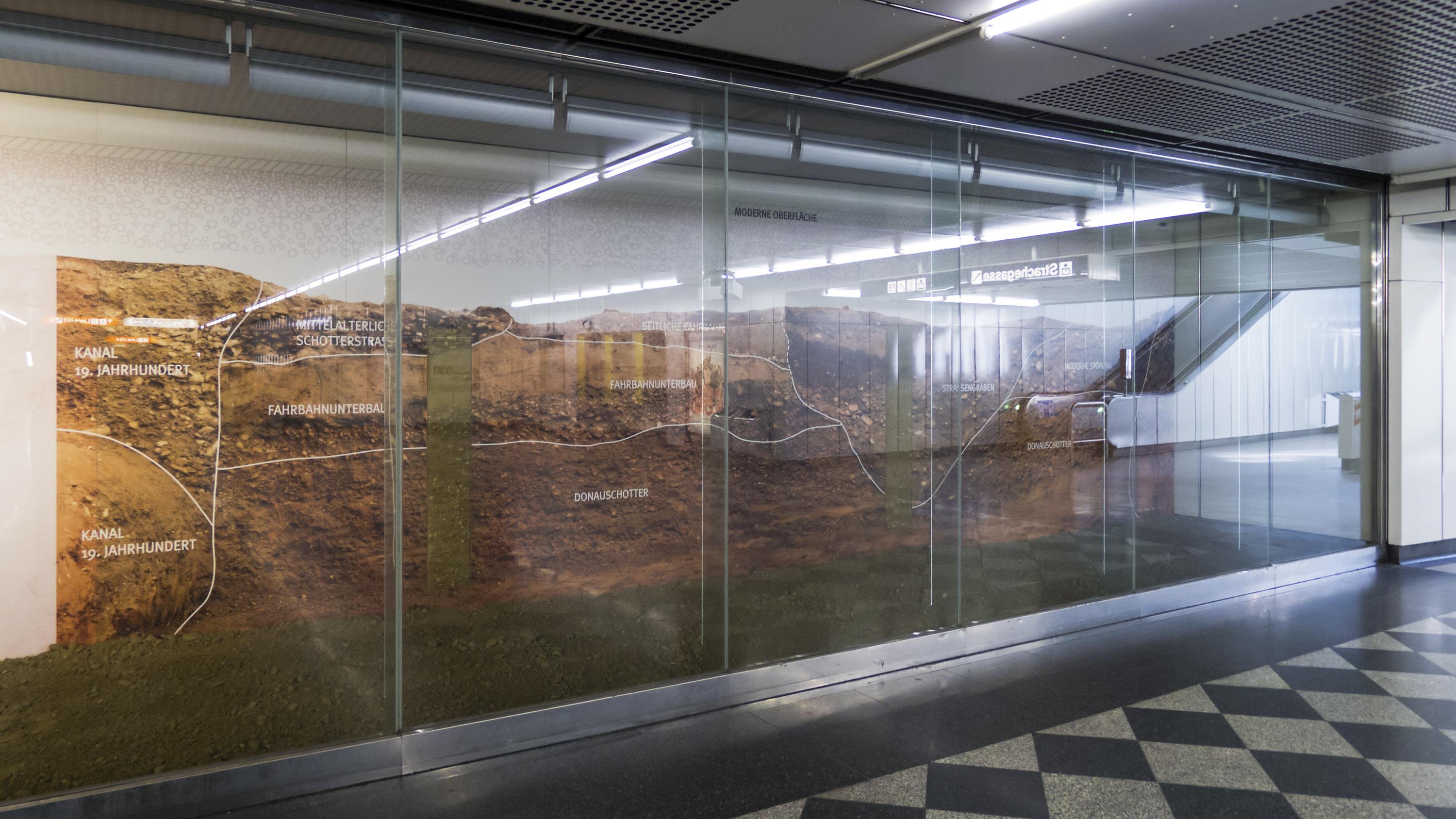
Querschnitt der mittelalterlichen Straße

In der Nähe des Bahnhofes befinden sich die Pfarrkirche Altsimmering, die rumänisch-orthodoxe Kirche und der Simmeringer Friedhof.